# Bouwvakvakantie
De bouwvakvakantie (kortweg bouwvak)  of bouwverlof (België) is een vakantieperiode in het hoogseizoen, waarin de meeste (bouw)bedrijven gesloten zijn.
Deze periode van drie weken wordt in Nederland niet centraal vastgesteld. Door de vereniging van bouwbedrijven, Bouwend Nederland, wordt voor de regio's noord, midden en zuid wel een advies gegeven wanneer de bedrijven het beste collectief drie weken sluiten zodat de werknemers op vakantie kunnen gaan. Het is echter altijd de werkgever, of werknemer, wanneer dit in de cao is vastgelegd, die het verlof bepaalt.
In België wordt er voor de meeste regio's een collectief akkoord overeengekomen waarin alle (grote) bouwbedrijven gedurende drie weken de deuren sluiten. De vakantie verschilt per regio, maar begint in de regio Vlaanderen doorgaans in de week van de Vlaamse feestdag op 11 juli. Ook de nationale feestdag van België op 21 juli valt dan binnen het bouwverlof.